# Devoluție
Devoluția este delegarea statutorie a puterilor de guvernare de la nivelul administrației centrale a unui stat suveran la un nivel inferior, cum ar fi cel regional sau local. Este o formă de descentralizare administrativă. Teritoriile devoluate au puterea de a iniția măsuri legislative relevante pentru zona respectivă.
Devoluția diferă de federalism prin faptul că puterile delegate ale autorității subnaționale pot fi temporare și pot fi reversibile, rămânând în cele din urmă la guvernul central. Astfel, statul rămâne de jure unitar. Legislația care creează parlamente sau adunări descentralizate poate fi abrogată sau modificată de către guvernul central în același mod ca orice statut. În sistemele federale, prin contrast, administrația subunităților este garantată în constituție, deci puterile subunităților nu pot fi retrase unilateral de către guvernul central (adică fără acordul subunităților care sunt acordate prin procesul constituțional amendament). Subunitățile au, prin urmare, un grad mai scăzut de protecție în cadrul devoluției decât în cadrul federalismului.